# Aramidopsis plateni
Frango-d'água-roncador, frango-de-água-da-celebes (Aramidopsis plateni) ou saracura-roncadora (nome científico: Aramidopsis plateni) é uma espécie de ave da família dos ralídeos e endêmica da Indonésia, onde é encontrada apenas nas ilhas Celebes e Buton.